# Alexandre Herculano

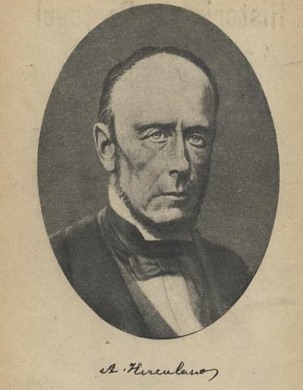
Alexandre Herculano.

Alexandre Herculano de Carvalho e Araújo, född den 28 mars 1810 i Lissabon , död den 13 september 1877 i Quinta de Vale de Lobo, Azóia de Baixo, Santarém, var en portugisisk skald och hävdatecknare. 
Herculano  invecklades i de politiska striderna och måste söka sin tillflykt till England och Frankrike, där han studerade i synnerhet de moderna språken och deras litteratur. Han återvände så till Portugal och deltog i striden mot dom Miguel; därpå utgav han 1837–43 litteraturbladet "Panorama", där han vid sidan av Almeida-Garrett införde nyromantiken i dess nationella form. 
Ett ofantligt uppseende väckte hans A voz do propheta (1836, Profetens röst), politisk-religiösa dikter i Lamennais stil, vilka andas en innerlig kärlek till det av revolutionen då upprörda hemlandet, men som i dystra färger målar dess framtid. 
Sedan följde A harpa do crente (1838, Den troendes harpa), en samling sånger, vilka för tanken till Lamartine, Chateaubriand och Klopstock. Han skrev även förtjänstfulla romaner (Eurico, o presbytero, O monge de Cister, O bobo, sammanförda under titeln O Monasticon, 1844–48), vilka har något av Walter Scotts historiska anda och Victor Hugos fantasifulla romantik. 
Sitt största rykte vann Herculano som historisk skriftställare. I sin Historia da Portugal (1845–52), vilken – liksom Da origem e estabelecimento da inquisição (1854–59) – utmärker sig för tankedjup, lärdom, varm fosterlandskärlek och ett fulländat framställningssätt, visar han sig vara fri från den i Portugal förut härskande naiva och okritiska historiska uppfattningen. 
Herculano valdes flera gånger till folkrepresentant. En tid tjänstgjorde han som kunglig bibliotekarie. Som medlem av portugisiska vetenskapsakademien ledde Herculano utgivningen av "Portugaliæ monumenta historica". Samlade föreligger Herculanos verk i Poesias (1850, många upplagor), Estudos sobre o casamento civil (1866), Questões publicas (1873), Estudos historicos (1876) och Opusculos (8 band, 1873–1901).